# جاي بي مكارثي
جاي بي مكارثي (بالإنجليزية: J. P. McCarthy)‏ هو مقدم برامج إذاعية أمريكي، ولد في 22 مارس 1933 في نيويورك في الولايات المتحدة، وتوفي بنفس المكان في 16 أغسطس 1995 بسبب ذات الرئة.